# Thiocyanate d'argent(I)
Le thiocyanate d'argent(I) de formule chimique AgSCN est un composé inorganique. Il s'agit du sel 
d'ions argent+ et d'anions thiocyanates, SCN−. Il peut être formé par métathèse entre le nitrate d'argent et du thiocyanate de potassium dans l'eau, le thiocyanate d'argent(I) étant quasiment insoluble, il précipite.